# Albert Mora
 (décembre 2023).
Si vous disposez d'ouvrages ou d'articles de référence ou si vous connaissez des sites web de qualité traitant du thème abordé ici, merci de compléter l'article en donnant les références utiles à sa vérifiabilité et en les liant à la section « Notes et références ».
Pour les articles homonymes, voir Mora.
Albert Mora, né le 4 avril 1896 à Bayonne (Basses-Pyrénées) et mort le 16 octobre 1959 à Tarnos (Landes), est un homme politique français.

## Biographie
Issu d'un milieu très modeste, fils d'une domestique, Albert Mora est ouvrier chaudronnier lorsqu'il est mobilisé et participe aux combats de la première guerre mondiale. Il est décoré de la croix de guerre.
Rendu à la vie civile, il adhère, en 1919, au parti socialiste SFIO. Il rejoint cependant le Parti communiste en 1923 et y milite activement, en même temps qu'à la CGTU : il est d'ailleurs secrétaire du syndicat des ouvriers métallurgistes de Boucau.
En 1926, il est élu conseiller municipal de Tarnos, et réélu en 1929. En 1928, il se présente en vain à l'élection du conseil d'arrondissement dans le canton de Saint-Martin-de-Seignanx, où il obtient tout de même 27 % des voix. Cette même année, candidat aux législative dans la circonscription de Saint-Sever, il n'obtient que 5 % des voix.
En 1930, il est le principal animateur de la grande grève des Forges de l'Adour, qui, malgré deux mois de mobilisation, est un échec pour les ouvriers grévistes. Il est alors licencié et condamné pour « actes de sabotage et entraves à la liberté du travail ». Il trouve alors un emploi auprès du syndicat.
De nouveau candidat malheureux au conseil d'arrondissement en 1931, puis aux législatives de 1932, il réduit son activité militante à partir de 1933, se consacrant essentiellement au secrétariat régional du parti pour les chômeurs. En 1935, il est sanctionné par la direction du parti, mais retrouve en 1937 ses fonctions dans l'appareil.
Au début de la seconde guerre mondiale, il est emprisonné, comme communiste, mais est libéré après un peu plus d'un mois. Installé plus ou moins clandestinement à Tarbes, il est arrêté en février 1941, et incarcéré à Sisteron. Evadé, il rejoint la résistance au sein des FTPF, mais ne reprend contact avec le parti communiste qu'en juin 1944.
A la Libération, il rejoint les Basses-Pyrénées, où il est secrétaire à la propagande de la fédération communiste.
Dès octobre 1945, il est désigné comme tête de liste du PCF pour l'élection de la première constituante dans son département. Il mènera pendant toute la Quatrième République la liste communiste lors des législatives.
Il obtient 18,7 % des voix et est élu député, et ne s'illustre guère pendant ce premier mandat. En juin 1946, il est réélu avec 18,1 % des voix, puis de nouveau en octobre, avec 18,5 %.  Il est ensuite constamment réélu (en 1951 avec 14,0 % des voix, puis en 1956 avec 14,2 %).
Pour l'essentiel, son activité parlementaire concerne la situation de son département.
En 1958, comme la quasi-totalité des députés communistes, il perd son siège du fait du changement de système électoral et de la poussée gaulliste.
Il meurt moins d'un an plus tard, à l'âge de 63 ans.

## Détail des fonctions et des mandats

### Mandats parlementaires
- 21 octobre 1945 - 10 juin 1946 : député des Basses-Pyrénées
- 2 juin 1946 - 27 novembre 1946 : député des Basses-Pyrénées
- 10 novembre 1946 - 4 juillet 1951 : député des Basses-Pyrénées
- 17 juin 1951 - 1er décembre 1955 : député des Basses-Pyrénées
- 2 janvier 1956 - 8 décembre 1958 : député des Basses-Pyrénées